# Zdzisław Krysiński
Zdzisław Jan Krysiński (ur. 8 stycznia 1934 w Poznaniu, zm. 29 marca 2017 tamże) – polski lekarz stomatolog, nauczyciel akademicki, naukowiec, profesor zwyczajny Akademii Medycznej im. Karola Marcinkowskiego w Poznaniu.

## Biografia i kariera naukowa[1][3]
Urodził się 8 stycznia 1934 w Poznaniu w rodzinie inteligenckiej. Jego rodzicami byli Mieczysław, inżynier geodeta (kilkakrotnie prezes NOT w Poznaniu), oraz Maria de domo Wiedal. W 1952 zdał maturę w VI Liceum Ogólnokształcącym im. Ignacego Jana Paderewskiego w Poznaniu. Studiował na Oddziale Stomatologii Wydziału Lekarskiego Akademii Medycznej w Poznaniu. W 1957 uzyskał dyplom. W 1963 stopień dr n. med., w 1975 dr hab., w 1976 stanowisko docenta, w 1984 tytuł profesora nadzwyczajnego, a w 1995 tytuł profesora zwyczajnego. Od 1958 pracuje w Akademii Medycznej, obecnie na Uniwersytecie Medycznym im. Karola Marcinkowskiego w Poznaniu, w Instytucie Stomatologii. 1958-1961 asystent, 1961-1963 oraz 1965-1967 st. asystent, 1967-1970 adiunkt, 1970-1976 st. wykładowca, 1976-1984 docent, 1984-1995 profesor nadzwyczajny, od roku 1995 profesor zwyczajny. W latach 1963–1965 był lekarzem wojskowej służby okresowej w Pomorskim Okręgu Wojskowym w stopniu kapitana Wojska Polskiego. 1970-1974 – Kierownik Samodzielnej Pracowni Badań Techniczno-Laboratoryjnych, 1978-1996 Kierownik Zakładu Propedeutyki i Rehabilitacji Stomatologicznej, 1996-2004 Kierownik Zakładu Protetyki Stomatologicznej. Ponadto w latach 1989-1994, za zgodą Rektorów i Senatu uczelni, profesor w Katedrze i Zakładzie Protetyki Stomatologicznej Pomorskiej Akademii Medycznej w Szczecinie, 1998-2004 profesor w Katedrze i Zakładzie Protetyki Stomatologicznej Akademii Medycznej we Wrocławiu. Pełnił również funkcję konsultanta wojewódzkiego w dziedzinie protetyki stomatologicznej na terenie woj. wielkopolskiego oraz lubuskiego.
Staże naukowe: 1971 Leningradzki Instytut Medyczny (ZSRR), 1976 University of Turku (Finlandia), 1984-1986 wykładowca (visiting professor) University of Ife w Ile-Ife (Nigeria).
Członek: Polskiego Towarzystwa Stomatologicznego (1980-1988 czł. Zarządu Głównego Sekcji Protetyki, 1988-1997 Prezes Oddziału Poznańskiego, równocześnie i do nadal przewodniczący Komisji Odznak i Godności), American Association for the Advancement of Science, New York Academy of Sciences, Pierre Fauchard Academy, European Prosthodontic Association, Poznańskie Towarzystwo Przyjaciół Nauk.

## Publikacje[1][3]
Około 100 prac dotyczących stomatologii, m.in.:
- Comparative investigations of selected methods of evaluating the masticatory ability “Journal of the Prosthetic Dentistry” nr 46, 5, 1981,
- Pressure changes beneath complete maxillary dentures with palatal relief “Proceedings of the European Prosthodontic Association" nr 4, 1981,
- Reproducibility of the border outline of working impressions of the edentulous mandible obtained by the Slack-Herbst method “Journal of the Nihon University School of Dentistry” nr 19, 4, 1988.
- A caries-free pattern of response by oral tissues to coverage by a mucosa-borne removable partial denture “Journal of Practical Dentistry” nr 19, 4, 1988,

- Negativer Druck unter der Oberkiefer-Totalprothese während des ersten Halbjahrs nach deren Eingliederung “Zahn-, Mund- und Kieferheilkunde” nr 78, 2, 1990.

## Odznaczenia[1][3]
- Krzyż Kawalerski Orderu Odrodzenia Polski[4]
- Złoty Krzyż Zasługi
- Odznaka honorowa „Za wzorową pracę w służbie zdrowia”
- Medal „Za zasługi dla obronności kraju”
- Odznaka Honorowa Miasta Poznania
- Bene Meritus Polskiego Towarzystwa Stomatologicznego

## Życie prywatne
Był żonaty z Romaną Krysztoforską-Krysińską (1935-2025), lekarzem epidemiologiem. Miał dwie córki: Idę (specjalistę radiologa, doktora nauk medycznych) oraz Karolinę (doktora psychologii). Wnuk: Maciej BA (Hons).